# Staphylea pringlei
Staphylea pringlei är en pimpernötsväxtart som beskrevs av S. Wats. Staphylea pringlei ingår i släktet pimpernötter, och familjen pimpernötsväxter. Inga underarter finns listade i Catalogue of Life.